# 6 Horas de Spa-Francorchamps 2021
Las 6 Horas de Spa-Francorchamps de 2021 (oficialmente Total 6 Hours of Spa-Francorchamps) fue la primera ronda de la  temporada 2021 del Campeonato Mundial de Resistencia de la FIA. Se celebró en el circuito de Spa-Francorchamps, del 30 de abril al 1 de mayo de 2021 en el Circuito de Spa-Francorchamps, Lieja, Bélgica.
Esta prueba vio la introducción de los nuevos Le Mans Hypercar que reemplazan a los antiguos Le Mans Prototype. Además en la categoría LMP2 se creó la copa LMP2-ProAm que compiten juntos a los LMP2.
El automóvil ganador de la prueba fue el Toyota Gazoo Racing N.° 8 pilotado por Sébastien Buemi, Kazuki Nakajima y Brendon Hartley. Entre los LMP2, el ganador fue el United Autosports USA N.° 22 conducido por Philip Hanson, Fabio Scherer y Filipe Albuquerque. En la Copa LMP2 Pro-Am, el Racing Team Nederland N.° 29 ganó en su categoría gracias a Frits van Eerd, Giedo van der Garde y Job van Uitert.
En los GTE, el Porsche GT Team N.° 92 se hizo con la victoria en el LMGTE-Pro. Mientras que en el LMGTE-AM, el ganador fue el AF Corse N.° 83.

## Clasificación
Las pole positions de cada clase están marcadas en negrita.
| Pos. | Categoría | N.° | Escudería                 | Tiempo     | Dif.    | Parrilla |
| ---- | --------- | --- | ------------------------- | ---------- | ------- | -------- |
| 1    | Hypercar  | 7   | Toyota Gazoo Racing       | 2:00.747   | —       | 1        |
| 2    | Hypercar  | 8   | Toyota Gazoo Racing       | 2:01.266   | +0.519  | 2        |
| 3    | LMP2      | 22  | United Autosports USA     | 2:02.404   | +1.657  | 3        |
| 4    | Hypercar  | 36  | Alpine Elf Matmut         | 2:02.652   | +1.905  | 4        |
| 5    | LMP2      | 26  | G-Drive Racing            | 2:02.984   | +2.237  | 5        |
| 6    | LMP2      | 29  | Racing Team Nederland     | 2:03.435   | +2.688  | 6        |
| 7    | LMP2      | 70  | Realteam Racing           | 2:03.475   | +2.728  | 7        |
| 8    | LMP2      | 25  | G-Drive Racing            | 2:03.485   | +2.738  | 8        |
| 9    | LMP2      | 28  | JOTA                      | 2:03.516   | +2.769  | 9        |
| 10   | LMP2      | 38  | JOTA                      | 2:03.625   | +2.878  | 10       |
| 11   | LMP2      | 21  | DragonSpeed USA           | 2:03.816   | +3.069  | 11       |
| 12   | LMP2      | 24  | PR1 Motorsports           | 2:03.869   | +3.122  | 12       |
| 13   | LMP2      | 31  | Team WRT                  | 2:03.915   | +3.168  | 13       |
| 14   | LMP2      | 34  | Inter Europol Competition | 2:04.207   | +3.460  | 14       |
| 15   | LMP2      | 1   | Richard Mille Racing Team | 2:05.284   | +4.537  | 15       |
| 16   | LMP2      | 20  | High Class Racing         | 2:05.522   | +4.775  | 16       |
| 17   | LMP2      | 44  | ARC Bratislava            | 2:07.051   | +6.304  | 17       |
| 18   | LMGTE-Pro | 92  | Porsche GT Team           | 2:11.219   | +10.472 | 18       |
| 19   | LMGTE-Pro | 52  | AF Corse                  | 2:12.351   | +11.604 | 19       |
| 20   | LMGTE-Pro | 91  | Porsche GT Team           | 2:12.370   | +11.623 | 20       |
| 21   | LMGTE-Pro | 51  | AF Corse                  | 2:12.443   | +11.696 | 21       |
| 22   | LMGTE-Pro | 63  | Corvette Racing           | 2:13.106   | +12.359 | 22       |
| 23   | LMGTE-Am  | 33  | TF Sport                  | 2:14.660   | +13.913 | 23       |
| 24   | LMGTE-Am  | 98  | Aston Martin Racing       | 2:15.615   | +14.868 | 24       |
| 25   | LMGTE-Am  | 88  | Dempsey-Proton Racing     | 2:16.319   | +15.572 | 25       |
| 26   | LMGTE-Am  | 54  | AF Corse                  | 2:16.367   | +15.620 | 26       |
| 27   | LMGTE-Am  | 83  | AF Corse                  | 2:17.560   | +16.813 | 27       |
| 28   | LMGTE-Am  | 47  | Cetilar Racing            | 2:17.719   | +16.972 | 28       |
| 29   | LMGTE-Am  | 85  | Iron Lynx                 | 2:18.452   | +17.705 | 29       |
| 30   | LMGTE-Am  | 86  | GR Racing                 | 2:18.813   | +18.066 | 30       |
| 31   | LMGTE-Am  | 60  | Iron Lynx                 | 2:20.356   | +19.609 | 31       |
| 32   | LMGTE-Am  | 56  | Team Project 1            | Sin tiempo | —       | 32       |
| 33   | LMGTE-Am  | 77  | Dempsey-Proton Racing     | Sin tiempo | —       | 33       |
| 34   | LMGTE-Am  | 777 | D'station Racing          | Sin tiempo | —       | 34       |

Fuente: FIA WEC.

## Carrera
El número mínimo de vueltas para entrar en la clasificación (70% de la distancia de carrera del coche ganador de la general) fue de 113 vueltas. Los ganadores de cada clase se indican en negrita y con una cruz (†). 
| Pos. | Categoría   | N.° | Escudería                 | Pilotos                                                  | Chasis                                | Neu. | Vueltas | Tiempo/Retirado |
| Pos. | Categoría   | N.° | Escudería                 | Pilotos                                                  | Motor                                 | Neu. | Vueltas | Tiempo/Retirado |
| ---- | ----------- | --- | ------------------------- | -------------------------------------------------------- | ------------------------------------- | ---- | ------- | --------------- |
| 1    | Hypercar    | 8   | Toyota Gazoo Racing       | Sébastien Buemi Kazuki Nakajima Brendon Hartley          | Toyota GR010 Hybrid                   | M    | 162     | 6:00:17.733 †   |
| 1    | Hypercar    | 8   | Toyota Gazoo Racing       | Sébastien Buemi Kazuki Nakajima Brendon Hartley          | Toyota 3.5 L Turbo V6                 | M    | 162     | 6:00:17.733 †   |
| 2    | Hypercar    | 36  | Alpine Elf Matmut         | André Negrão Nicolas Lapierre Matthieu Vaxivière         | Alpine A480                           | M    | 162     | +1:07.196       |
| 2    | Hypercar    | 36  | Alpine Elf Matmut         | André Negrão Nicolas Lapierre Matthieu Vaxivière         | Gibson GL458 4.5 L V8                 | M    | 162     | +1:07.196       |
| 3    | Hypercar    | 7   | Toyota Gazoo Racing       | Mike Conway Kamui Kobayashi José María López             | Toyota GR010 Hybrid                   | M    | 161     | +1 vuelta       |
| 3    | Hypercar    | 7   | Toyota Gazoo Racing       | Mike Conway Kamui Kobayashi José María López             | Toyota 3.5L Turbo V6                  | M    | 161     | +1 vuelta       |
| 4    | LMP2        | 22  | United Autosports USA     | Philip Hanson Fabio Scherer Filipe Albuquerque           | Oreca 07                              | G    | 161     | +1 vuelta †     |
| 4    | LMP2        | 22  | United Autosports USA     | Philip Hanson Fabio Scherer Filipe Albuquerque           | Gibson GK428 4.2 L V8                 | G    | 161     | +1 vuelta †     |
| 5    | LMP2        | 38  | JOTA                      | Roberto González António Félix da Costa Anthony Davidson | Oreca 07                              | G    | 160     | +2 vueltas      |
| 5    | LMP2        | 38  | JOTA                      | Roberto González António Félix da Costa Anthony Davidson | Gibson GK428 4.2 L V8                 | G    | 160     | +2 vueltas      |
| 6    | LMP2        | 28  | JOTA                      | Sean Gelael Stoffel Vandoorne Tom Blomqvist              | Oreca 07                              | G    | 160     | +2 vueltas      |
| 6    | LMP2        | 28  | JOTA                      | Sean Gelael Stoffel Vandoorne Tom Blomqvist              | Gibson GK428 4.2 L V8                 | G    | 160     | +2 vueltas      |
| 7    | LMP2 Pro-Am | 29  | Racing Team Nederland     | Frits van Eerd Giedo van der Garde Job van Uitert        | Oreca 07                              | G    | 159     | +3 vueltas †    |
| 7    | LMP2 Pro-Am | 29  | Racing Team Nederland     | Frits van Eerd Giedo van der Garde Job van Uitert        | Gibson GK428 4.2 L V8                 | G    | 159     | +3 vueltas †    |
| 8    | LMP2        | 34  | Inter Europol Competition | Jakub Śmiechowski Renger van der Zande Alex Brundle      | Oreca 07                              | G    | 159     | +3 vueltas      |
| 8    | LMP2        | 34  | Inter Europol Competition | Jakub Śmiechowski Renger van der Zande Alex Brundle      | Gibson GK428 4.2 L V8                 | G    | 159     | +3 vueltas      |
| 9    | LMP2 Pro-Am | 70  | Realtam Racing            | Esteban Garcia Loïc Duval Norman Nato                    | Oreca 07                              | G    | 158     | +4 vueltas      |
| 9    | LMP2 Pro-Am | 70  | Realtam Racing            | Esteban Garcia Loïc Duval Norman Nato                    | Gibson GK428 4.2 L V8                 | G    | 158     | +4 vueltas      |
| 10   | LMP2 Pro-Am | 21  | DragonSpeed USA           | Henrik Hedman Juan Pablo Montoya Ben Hanley              | Oreca 07                              | G    | 158     | +4 vueltas      |
| 10   | LMP2 Pro-Am | 21  | DragonSpeed USA           | Henrik Hedman Juan Pablo Montoya Ben Hanley              | Gibson GK428 4.2 L V8                 | G    | 158     | +4 vueltas      |
| 11   | LMP2        | 1   | Richard Mille Racing Team | Tatiana Calderón Sophia Flörsch Beitske Visser           | Oreca 07                              | G    | 158     | +4 vueltas      |
| 11   | LMP2        | 1   | Richard Mille Racing Team | Tatiana Calderón Sophia Flörsch Beitske Visser           | Gibson GK428 4.2 L V8                 | G    | 158     | +4 vueltas      |
| 12   | LMP2 Pro-Am | 20  | High Class Racing         | Jan Magnussen Anders Fjordbach Dennis Andersen           | Oreca 07                              | G    | 157     | +5 vueltas      |
| 12   | LMP2 Pro-Am | 20  | High Class Racing         | Jan Magnussen Anders Fjordbach Dennis Andersen           | Gibson GK428 4.2 L V8                 | G    | 157     | +5 vueltas      |
| 13   | LMP2 Pro-Am | 25  | G-Drive Racing            | John Falb Rui Andrade Roberto Merhi                      | Aurus 01                              | G    | 157     | +5 vueltas      |
| 13   | LMP2 Pro-Am | 25  | G-Drive Racing            | John Falb Rui Andrade Roberto Merhi                      | Gibson GK428 4.2 L V8                 | G    | 157     | +5 vueltas      |
| 14   | LMP2 Pro-Am | 24  | PR1 Motorsports           | Patrick Kelly Gabriel Aubry Simon Trummer                | Oreca 07                              | G    | 157     | +5 vueltas      |
| 14   | LMP2 Pro-Am | 24  | PR1 Motorsports           | Patrick Kelly Gabriel Aubry Simon Trummer                | Gibson GK428 4.2 L V8                 | G    | 157     | +5 vueltas      |
| 15   | LMGTE Pro   | 92  | Porsche GT Team           | Kévin Estre Neel Jani                                    | Porsche 911 RSR-19                    | M    | 153     | +9 vueltas †    |
| 15   | LMGTE Pro   | 92  | Porsche GT Team           | Kévin Estre Neel Jani                                    | Porsche 4.2 L Flat-6                  | M    | 153     | +9 vueltas †    |
| 16   | LMGTE Pro   | 51  | AF Corse                  | Alessandro Pier Guidi James Calado                       | Ferrari 488 GTE Evo                   | M    | 153     | +9 vueltas      |
| 16   | LMGTE Pro   | 51  | AF Corse                  | Alessandro Pier Guidi James Calado                       | Ferrari Ferrari F154CB 3.9 L Turbo V8 | M    | 153     | +9 vueltas      |
| 17   | LMGTE Pro   | 52  | AF Corse                  | Daniel Serra Miguel Molina                               | Ferrari 488 GTE Evo                   | M    | 153     | +9 vueltas      |
| 17   | LMGTE Pro   | 52  | AF Corse                  | Daniel Serra Miguel Molina                               | Ferrari Ferrari F154CB 3.9 L Turbo V8 | M    | 153     | +9 vueltas      |
| 18   | LMGTE Pro   | 63  | Corvette Racing           | Antonio García Oliver Gavin                              | Chevrolet Corvette C8.R               | M    | 152     | +10 vueltas     |
| 18   | LMGTE Pro   | 63  | Corvette Racing           | Antonio García Oliver Gavin                              | Chevrolet 5.5 L V8                    | M    | 152     | +10 vueltas     |
| 19   | LMGTE Pro   | 91  | Porsche GT Team           | Gianmaria Bruni Richard Lietz                            | Porsche 911 RSR-19                    | M    | 152     | +10 vueltas     |
| 19   | LMGTE Pro   | 91  | Porsche GT Team           | Gianmaria Bruni Richard Lietz                            | Porsche 4.2 L Flat-6                  | M    | 152     | +10 vueltas     |
| 20   | LMGTE Am    | 83  | AF Corse                  | François Perrodo Nicklas Nielsen Alessio Rovera          | Ferrari 488 GTE Evo                   | M    | 152     | +10 vueltas †   |
| 20   | LMGTE Am    | 83  | AF Corse                  | François Perrodo Nicklas Nielsen Alessio Rovera          | Ferrari Ferrari F154CB 3.9 L Turbo V8 | M    | 152     | +10 vueltas †   |
| 21   | LMGTE Am    | 33  | TF Sport                  | Ben Keating Dylan Pereira Felipe Fraga                   | Aston Martin Vantage AMR              | M    | 152     | +10 vueltas     |
| 21   | LMGTE Am    | 33  | TF Sport                  | Ben Keating Dylan Pereira Felipe Fraga                   | Aston Martin 4.0 L Turbo V8           | M    | 152     | +10 vueltas     |
| 22   | LMGTE Am    | 47  | Cetliar Racing            | Roberto Lacorte Giorgio Sernagiotto Antonio Fuoco        | Ferrari 488 GTE Evo                   | M    | 151     | +11 vueltas     |
| 22   | LMGTE Am    | 47  | Cetliar Racing            | Roberto Lacorte Giorgio Sernagiotto Antonio Fuoco        | Ferrari Ferrari F154CB 3.9 L Turbo V8 | M    | 151     | +11 vueltas     |
| 23   | LMGTE Am    | 54  | AF Corse                  | Thomas Flohr Francesco Castellacci Giancarlo Fisichella  | Ferrari 488 GTE Evo                   | M    | 151     | +11 vueltas     |
| 23   | LMGTE Am    | 54  | AF Corse                  | Thomas Flohr Francesco Castellacci Giancarlo Fisichella  | Ferrari Ferrari F154CB 3.9 L Turbo V8 | M    | 151     | +11 vueltas     |
| 24   | LMGTE Am    | 88  | Dempsey-Proton Racing     | Andrew Haryanto Marco Seefried Alessio Picariello        | Porsche 911 RSR-19                    | M    | 151     | +11 vueltas     |
| 24   | LMGTE Am    | 88  | Dempsey-Proton Racing     | Andrew Haryanto Marco Seefried Alessio Picariello        | Porsche 4.2 L Flat-6                  | M    | 151     | +11 vueltas     |
| 25   | LMGTE Am    | 98  | Aston Martin Racing       | Paul Dalla Lana Augusto Farfus Marcos Gomes              | Aston Martin Vantage AMR              | M    | 151     | +11 vueltas     |
| 25   | LMGTE Am    | 98  | Aston Martin Racing       | Paul Dalla Lana Augusto Farfus Marcos Gomes              | Aston Martin 4.0 L Turbo V8           | M    | 151     | +11 vueltas     |
| 26   | LMGTE Am    | 777 | D'station Racing          | Satoshi Hoshino Tomonobu Fujii Andrew Watson             | Aston Martin Vantage AMR              | M    | 150     | +12 vueltas     |
| 26   | LMGTE Am    | 777 | D'station Racing          | Satoshi Hoshino Tomonobu Fujii Andrew Watson             | Aston Martin 4.0 L Turbo V8           | M    | 150     | +12 vueltas     |
| 27   | LMGTE Am    | 85  | Iron Lynx                 | Rahel Frey Katherine Legge Manuela Gostner               | Ferrari 488 GTE Evo                   | M    | 150     | +13 vueltas     |
| 27   | LMGTE Am    | 85  | Iron Lynx                 | Rahel Frey Katherine Legge Manuela Gostner               | Ferrari Ferrari F154CB 3.9 L Turbo V8 | M    | 150     | +13 vueltas     |
| 28   | LMGTE Am    | 60  | Iron Lynx                 | Claudi Schiavoni Andrea Piccini Matteo Cressoni          | Ferrari 488 GTE Evo                   | M    | 149     | +14 vueltas     |
| 28   | LMGTE Am    | 60  | Iron Lynx                 | Claudi Schiavoni Andrea Piccini Matteo Cressoni          | Ferrari Ferrari F154CB 3.9 L Turbo V8 | M    | 149     | +14 vueltas     |
| 29   | LMP2        | 31  | Team WRT                  | Robin Frijns Ferdinand Habsburg Charles Milesi           | Oreca 07                              | G    | 127     | +35 vueltas     |
| 29   | LMP2        | 31  | Team WRT                  | Robin Frijns Ferdinand Habsburg Charles Milesi           | Gibson GK428 4.2 L V8                 | G    | 127     | +35 vueltas     |
| DNF  | LMGTE Am    | 77  | Dempsey-Proton Racing     | Christian Ried Jaxon Evans Matt Campbell                 | Porsche 911 RSR-19                    | M    | 138     | Retirado        |
| DNF  | LMGTE Am    | 77  | Dempsey-Proton Racing     | Christian Ried Jaxon Evans Matt Campbell                 | Porsche 4.2 L Flat-6                  | M    | 138     | Retirado        |
| DNF  | LMP2        | 26  | G-Drive Racing            | Roman Rusinov Franco Colapinto Nyck de Vries             | Aurus 01                              | G    | 125     | Retirado        |
| DNF  | LMP2        | 26  | G-Drive Racing            | Roman Rusinov Franco Colapinto Nyck de Vries             | Gibson GK428 4.2 L V8                 | G    | 125     | Retirado        |
| DNF  | LMGTE Am    | 86  | GR Racing                 | Michael Wainwright Ben Barker Tom Gamble                 | Porsche 911 RSR-19                    | M    | 0       | Retirado        |
| DNF  | LMGTE Am    | 86  | GR Racing                 | Michael Wainwright Ben Barker Tom Gamble                 | Porsche 4.2 L Flat-6                  | M    | 0       | Retirado        |
| DNF  | LMP2 Pro-Am | 44  | ARC Bratislava            | Miro Konôpka Tom Jackson Darren Burke                    | Ligier JS P217                        | G    | 0       | Retirado        |
| DNF  | LMP2 Pro-Am | 44  | ARC Bratislava            | Miro Konôpka Tom Jackson Darren Burke                    | Gibson GK428 4.2 L V8                 | G    | 0       | Retirado        |

Fuente: FIA WEC.